# Concours Eurovision
Concours Eurovision es la preselección nacional suiza para el Festival de la Canción de Eurovisión. Ha sido realizada irregularmente desde 1956, por ejemplo, en 2007, la televisión suiza decidió elegir a su representante mediante Selección interna. Durante los años 80, la temática del concurso consistía en una final compuesta por 10 canciones, las cuales estaban proporcionalmente representadas según los idiomas oficiales de Suiza (3 canciones en francés, 3 canciones en alemán, 3 canciones en italiano y 1 canción en romanche)
Varios artistas han participado en distintas ocasiones el Concours Eurovision, como Mariella Farré (1981, 1983 y 1985), Daniela Simons (1983, 1985 y 1986), Arlette Zola (1982, 1984 y 1985) y el grupo Peter, Sue & Marc (1973, 1974, 1975, 1976, 1979 y 1981).

## Ganadores
| Año  | Canción                           | Artista                         | Idioma   | Posición en Eurovisión |
| ---- | --------------------------------- | ------------------------------- | -------- | ---------------------- |
| 2002 | Dans le jardin de mon âme         | Francine Jordi                  | Francés  | 20.o                   |
| 2000 | La vita cos'e                     | Jane Bogaert                    | Italiano | 20.o                   |
| 1993 | Moi, tout simplement              | Annie Cotton                    | Francés  | 3.o                    |
| 1992 | Mister Music Man                  | Daisy Auvray                    | Francés  | 15.o                   |
| 1991 | Canzone per te                    | Sandra Simó                     | Italiano | 5.o                    |
| 1990 | Musik klingt in die Welt hinaus   | Egon Egemann                    | Alemán   | 11.o                   |
| 1989 | Viver senza tei                   | Furbaz                          | Romanche | 13.o                   |
| 1988 | Ne partez pas sans moi            | Céline Dion                     | Francés  | 1.o                    |
| 1987 | Moitié, Moitié                    | Carol Rich                      | Francés  | 17.o                   |
| 1986 | Pas pour moi                      | Daniela Simons                  | Francés  | 2.o                    |
| 1985 | Piano, Piano                      | Mariella Farré & Pino Gasparino | Alemán   | 15.o                   |
| 1984 | Welche Farbe hat der Sonnenschein | Rainy Day                       | Alemán   | 16.o                   |
| 1983 | Io cosi non ci sto                | Mariella Farré                  | Italiano | 15.o                   |
| 1982 | Amour on t'aime                   | Arlette Zola                    | Francés  | 3.o                    |
| 1981 | Io senza te                       | Peter, Sue & Marc               | Italiano | 4.o                    |
| 1980 | Cinéma                            | Paola                           | Francés  | 4.o                    |
| 1979 | Trödler & Co                      | Peter, Sue & Marc               | Alemán   | 10.o                   |
| 1978 | Vivre                             | Carol Vinci                     | Francés  | 9.o                    |
| 1977 | Swiss Lady                        | Pepe Lienhard Band              | Alemán   | 6.o                    |
| 1976 | Djambo, Djambo                    | Peter, Sue & Marc               | Inglés   | 4.o                    |
| 1975 | Mikado                            | Simone Drexler                  | Alemán   | 6.o                    |
| 1974 | Mein Ruf nach dir                 | Piera Martell                   | Alemán   | 14.o                   |
| 1973 | Je vais me marier, Marie          | Patrick Juvet                   | Francés  | 12.o                   |
| 1972 | C'est la chanson de mon amour     | Veronique Müller                | Francés  | 8.o                    |
| 1970 | Retour                            | Henri Dès                       | Francés  | 4.o                    |
| 1969 | Bonjour, bonjour                  | Paola                           | Alemán   | 5.o                    |
| 1968 | Guardano il sole                  | Gianni Mascolo                  | Italiano | 13.o                   |
| 1967 | Quel coeur vas-tu briser?         | Geraldine                       | Francés  | 17.o                   |
| 1966 | Ne vois-tu pas                    | Madeleine Pascal                | Francés  | 6.o                    |
| 1965 | Non a jamais sans toi             | Yovanna                         | Francés  | 8.o                    |
| 1964 | I miei pensieri                   | Anita Traversi                  | Italiano | 13.o                   |
| 1963 | T'en va pas                       | Esther Ofarim                   | Francés  | 2.o                    |
| 1961 | Nous aurons demain                | Franca di Rienzo                | Francés  | 3.o                    |
| 1960 | Cielo e terra                     | Anita Traversi                  | Italiano | 8.o                    |
| 1959 | Irgendwoher                       | Christa Williams                | Alemán   | 4.o                    |
| 1957 | L'enfant que j'étais              | Lys Assia                       | Francés  | 8.o                    |
| 1956 | Refrain                           | Lys Assia                       | Francés  | 1.o                    |
|      | Das alte Karussel                 | Lys Assia                       | Alemán   | ?                      |

- Datos: Q2591970